# مگس‌گیر رگه‌دار
مگس‌گیر رگه‌دار (نام علمی: Myiodynastes maculatus) یک پرنده گنجشک‌سان از خانواده مگس‌گیران زیان‌مرغ است.

## پراکندگی و زیستگاه
این گونه از شرق مکزیک، ترینیداد و توباگو از جنوب تا بولیوی و آرژانتین زادآوری می‌کند. زیرگونه جنوبی M. m. solitarius از مارس تا سپتامبر در طول زمستان از استرالیا به ونزوئلا و گویان‌ها مهاجرت می‌کند. در حاشیه جنگل‌ها و مزارع کاکائو یافت می‌شود. این گونه که در طیف وسیعی از آن رایج است، توسط IUCN در معرض خطر تلقی نمی‌شود.

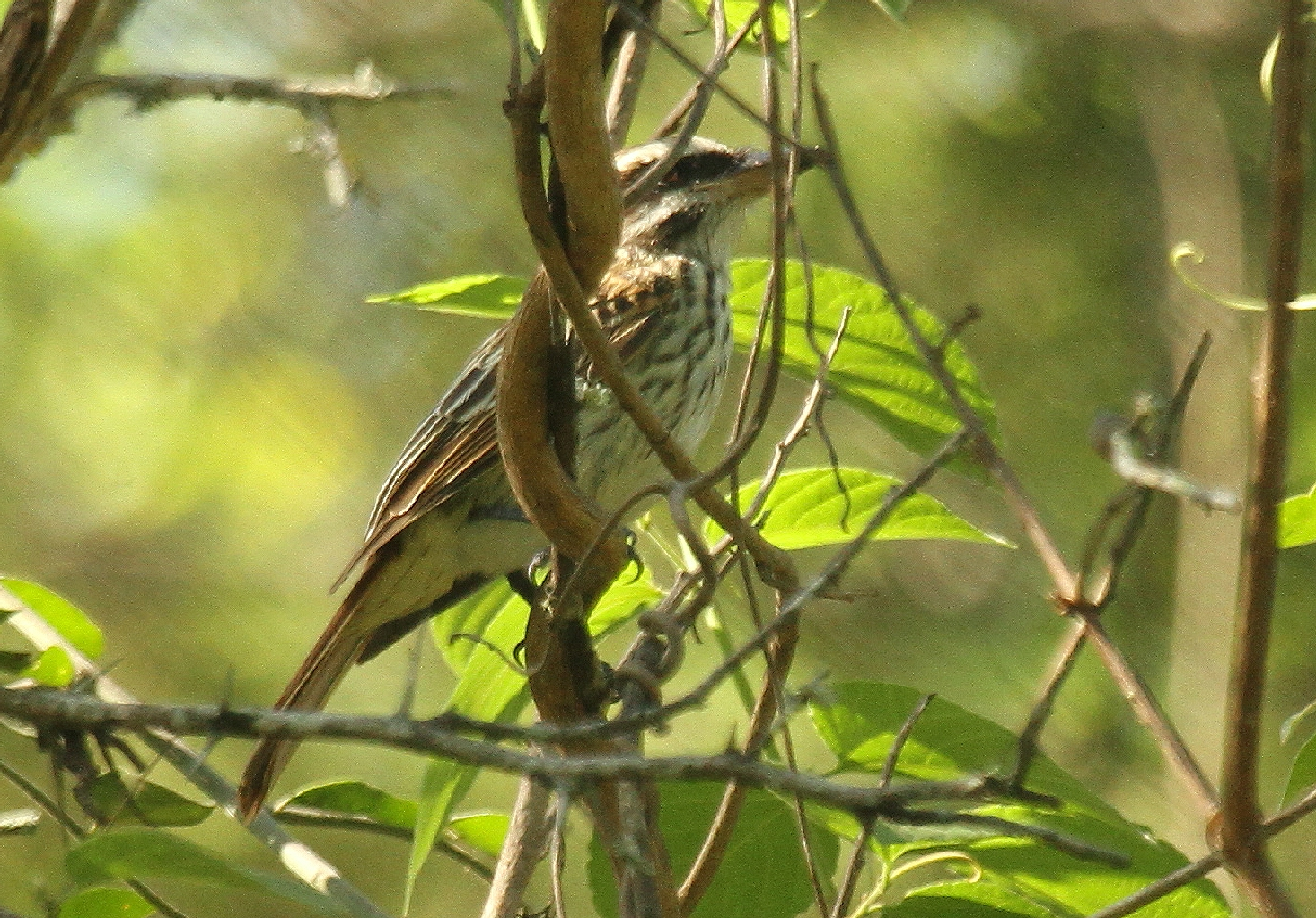
منطقه حفاظت شده ژوروپ - اکوادور